# Albue
Albuen (latin: articulatio cubiti) er et led på armene af mennesker. Leddet er stedet, hvor overamsknoglen (humerus) møder underarmsknoglerne (radius og ulna). 
Elefanter er de eneste pattedyr, der har fire knæ (og ingen albuer). De fleste andre pattedyr har enten to knæ og to albuer, eller de har fire albuer, se for eksempel på den næste hund eller kat du møder.